# Distrito de Phu Nhuan
Phu Nhuan (em Vietnameita:Phú Nhuận) é um dos 24 distritos da Cidade de Ho Chi Minh, no Vietnam. Está localizado na zona central da cidade . Com uma área total de 4,88 km², o distrito tem uma população de 175 631 habitantes, de acordo com dados de 2010. O distrito está dividido em 15 pequenos subconjuntos que são chamados de alas. 